# Адріанопольський договір (1829)
Адріано́польський до́говір 1829 — міжнародна мирна угода, укладена 14 вересня (2 вересня) 1829 року між Російською імперією і Османською імперією після закінчення війни 1828—1829 рр. Перемовини про мир відбувалися поблизу османської столиці Стамбула у зайнятому російськими військами Адріанополі і тривали два тижні. Договір підписаний з боку Росії О.Ф.Орловим та Ф. П. Паленом, а з боку Османської імперії — Мехмедом Садик-ефенді та Абдул Кадир-беєм. Складався з 16 статей і окремого акту.

## Умови

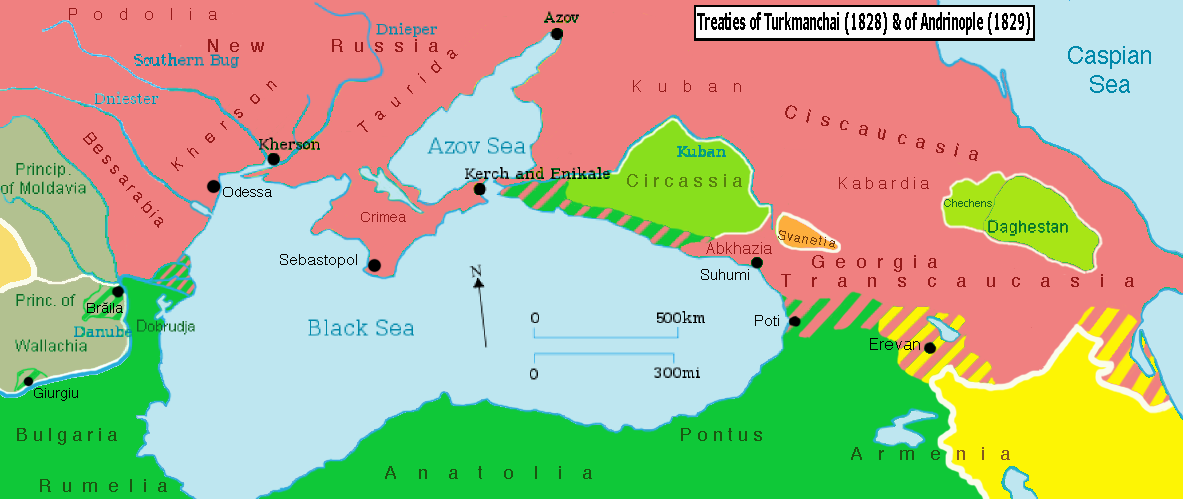
Територіальні зміна за Адріанопольським договором 1829 року

- Російська імперія, яка здобула перемогу у війні 1828—29, одержала острови в гирлі Дунаю, східний берег Чорного моря від гирла Кубані до пристані Святого Миколи в північній Аджарії та фортеці Ахалкалакі та Ахалцих з прилеглими областями.
- Османська імперія визнала приєднання до Російської імперії Грузії, Імеретії, Мінгрелії і Гурії, а також Єреванського і Нахічеванського ханств
- Османська імперія зобов'язалася надати автономію Сербії, Молдові і Волощині;
- Османська імперія визнає широку автономію Греції.
- Османська імперія сплачує Росії за півтора року контрибуцію в 1,5 мільйонів голландських червінців (гульденів).
- Османська імперія надає російським підданим право вільної торгівлі на всій території і свободу плавання для комерційного флоту будь-яких держав по Дунаю і протоках (Босфору і Дарданеллах). Російські піддані на османської території були непідсудні османській владі.

## Значення
Адріанопольський мирний договір об'єктивно допоміг визволенню балканських народів від османського панування. Однак посилення позицій Російської імперії внаслідок адріанопольського договору 1829 року викликало занепокоєність як у самій Османській імперії, так і у Великій Британії й Австрійській імперії, провіщуючи загострення обстановки і нові війни на Балканах.

### Монографії
- Восточный вопрос во внешней политике России, конец XVIII — начало XX в. М., 1978
- Шеремет, В.И. Турция и Адрианопольский мир 1829 г.: Из истории восточного вопроса. М., 1975.

### Довідники
- Адріанопольський мирний договір 1829 [Архівовано 25 квітня 2016 у Wayback Machine.] // Енциклопедія історії України : у 10 т. / редкол.: В. А. Смолій (голова) та ін. ; Інститут історії України НАН України. — К. : Наукова думка, 2003. — Т. 1 : А — В. — 688 с. : іл. — ISBN 966-00-0734-5.
- Максимова С.В. Адріанопольський мирний договір 1829 [Архівовано 27 квітня 2017 у Wayback Machine.] // Юридична енциклопедія : [у 6 т.] / ред. кол.: Ю. С. Шемшученко (відп. ред.) [та ін.]. — К. : Українська енциклопедія ім. М. П. Бажана, 1998—2004. — ISBN 966-749-200-1.
- Сербіна, Н.Ф. Адріанопольський мирний договір 1829 // Українська дипломатична енциклопедія: У 2-х т. Київ: Знання України, 2004. — Т. 1. — 760 с. — ISBN 966-316-039-Х
- Українська радянська енциклопедія : у 12 т. / гол. ред. М. П. Бажан ; редкол.: О. К. Антонов та ін. — 2-ге вид. — К. : Головна редакція УРЕ, 1974–1985.
- Советская историческая энциклопедия, Москва, 1961.
- Велика українська енциклопедія : [у 30 т.] / проф. А. М. Киридон (відп. ред.) та ін. — К. : ДНУ «Енциклопедичне видавництво», 2018—2025. — ISBN 978-617-7238-39-2.